# Ksawery Skarzyński

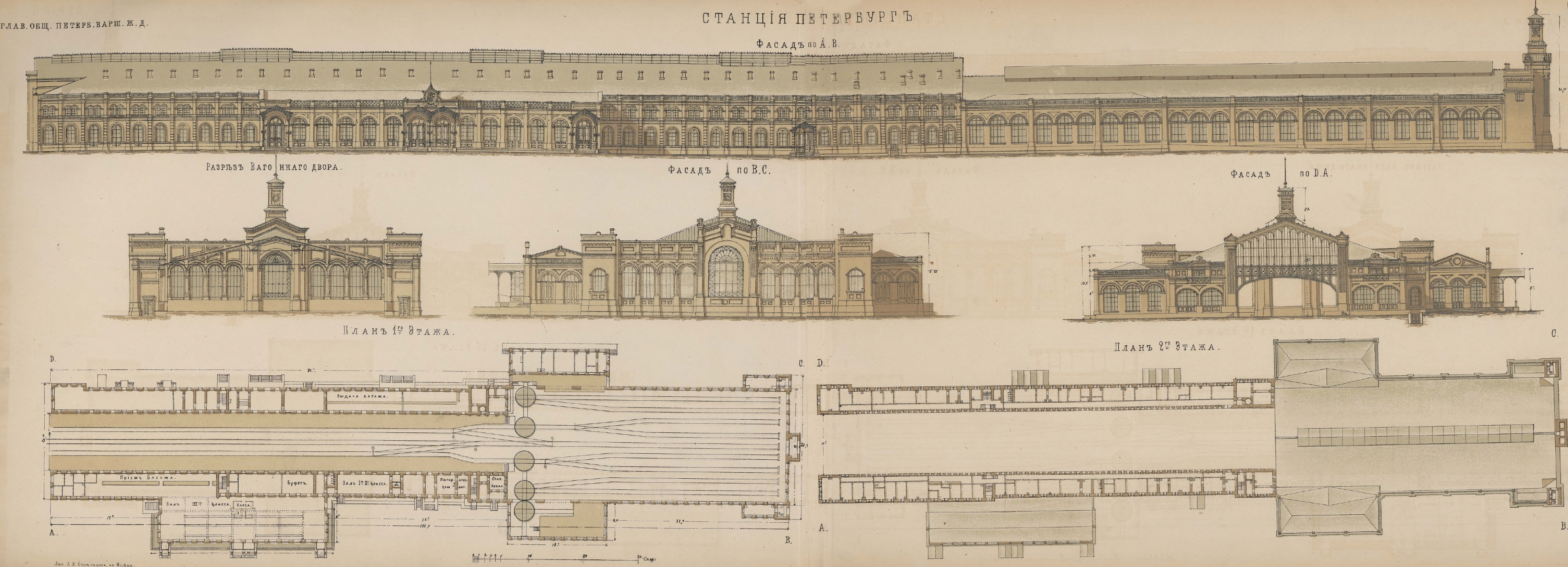
Sankt Petersburg Warszawski proj. K.Skarzyńskiego

Ksawery Aleksander Skarzyński (znany również jako Ksawery Skórzyński, Skurzyński, Skarszyński, Skarżyński) (ur. 1819 w Warszawie, zm. 15 stycznia 1875) – polski i rosyjski architekt.

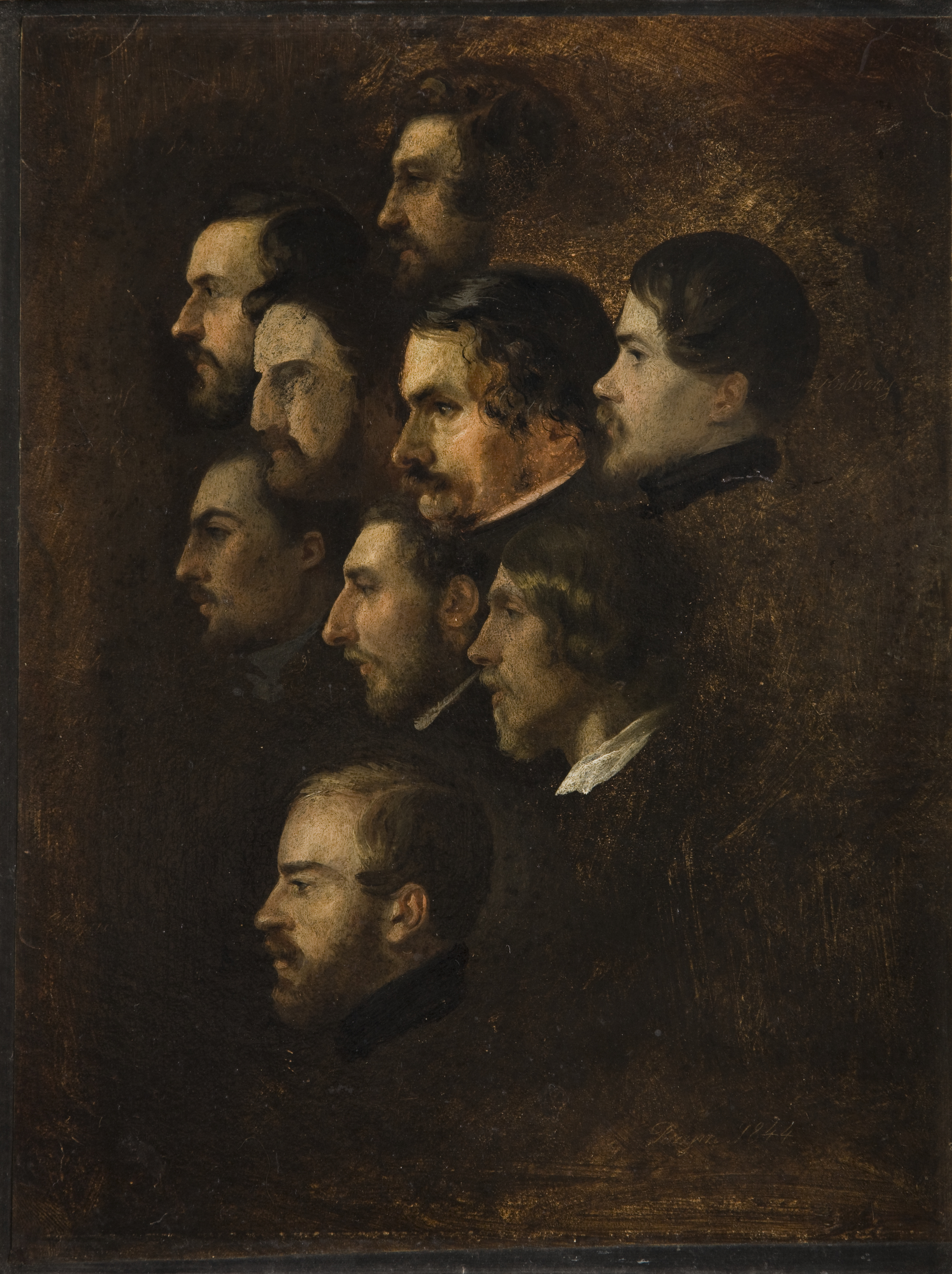
Romuald Chojnacki, Portret zbiorowy kolonii polskiej w Rzymie, olej na tekturze, 1844

## Życiorys
Syn Alojzego Skarzyńskiego, sekretarza w Biurze Placu Komisarza Wojennego i Barbary z Przystańskich. W 1837 ukończył Oddział Techniczny Gimnazjum Gubernialnego w Warszawie, rok później uzyskał pozwolenie Komisji Rządowej Spraw Wewnętrznych, Duchownych i Oświecenia Publicznego na prowadzenie prac architektonicznych. W 1840 zdał egzamin na architekta I stopnia Królestwa Polskiego, a w 1842 architekta II stopnia. W tym samym roku po uzyskaniu stypendium rządowego odwiedził najważniejsze stolice europejskie oraz Grecję i Egipt. W 1844 uzyskał potrójne premium z dziedziny architektury podczas corocznego konkursu na Akademii Świętego Łukasza w Rzymie, w zamian przedłużono mu stypendium do 1847. 
Z 1844 roku pochodzi wizerunek Skarzyńskiego na Portrecie zbiorowym kolonii polskiej w Rzymie autorstwa Romualda Chojnackiego, znajdującym się w zbiorach Muzeum Narodowego w Krakowie. Architekt jest na nim przedstawiony pośród innych przedstawicieli rzymskiej polonii. 
Do Warszawy wrócił w 1848, a następnie wyjechał do Petersburga, gdzie rok później uzyskał dyplom na Akademii Sztuk Pięknych. W 1850 na podstawie projektu "siedziby zgromadzenia szlacheckiego" mianowany akademikiem, a w 1855 za projekt koszar pułku gwardii mianowano go profesorem tej uczelni. Równocześnie od 1850 pełnił funkcję "Budowniczego szczegółowej technicznej Kancelarii Główno-Zarządzającego Komunikacjami i Budowlami Publicznymi" oraz "Budowniczym II Oddziału Departamentu Planów i Anszlagów" w Petersburgu. Skarzyński był głównym architektem budowy linii kolejowej Petersburg-Warszawa i architekt nadzorujący linii Petersbursko-Moskiewskiej, oprócz budynków dworcowych projektował również parowozownie, wieże ciśnień, wagonownie i obiekty towarzyszące.

## Twórczość
- Projekt gmachów rządowych w Wilnie i Sewastopolu (1850);
- Rezydencja Egzarchy Gruzji w Tbilisi (1850)[3];
- Rozbudowa teatru w Odessie (1853);
- Dworzec Warszawski w Petersburgu (1853), z Leontijem Benois);
- Projekt teatru w Kijowie (1854);
- Przebudowa pałacu Dondukowa-Korsakowa w Odessie.